# Переворот 18 фрюктидора
Переворот 18 фрюктидора V года (фр. Coup d'État du 18 fructidor an V; 4 сентября 1797 года) — государственный переворот во Франции, произведённый для ослабления усилившихся роялистов и разделивший период Директории на две части: предшествовавшую — демократическую и последовавшую — авторитарную.

## Предпосылки
После свержения якобинцев во Францию стали возвращаться эмигранты — дворяне и неприсягнувшие священники, распространявшие манифесты Бурбонов и агитировавшие на выборах. В 1797 году в Законодательный корпус было избрано около 250 роялистов, которые тут же открыли свой политический клуб — «Клиши́», а один из них, Бартелеми, занял место вышедшего по жребию директора Летурнера. Роялистское большинство в обоих палатах стало в резкую оппозицию к Директории, где с Бартелеми сблизился Карно, на их стороне оказались министры: военный, внутренних дел и полиции. Либеральные роялисты соглашались сохранить общественный порядок, унаследованный от революции, но хотели доверить власть Луи-Филиппу Орлеанскому; они расчитывали покончить с Директорией, не нарушая законности и уважая выборы. Их поддерживали влиятельные банкиры, часть «просвещённого» дворянства, буржуа, разбогатевшие на покупке национальных активов. Это встревожило республиканские партии, которые консолидировались и основали общий клуб — «Сальм».
Директор Баррас написал об опасности генералам Гошу и Бонапарту. Пленив в Италии эмигранта д’Антрега, Бонапарт узнал о всех намерениях роялистов и их отношениях с президентом Совета пятисот генералом Пишегрю. 
Между директорами шли раздоры, а с Законодательным корпусом они состояли в самых натянутых отношениях. После того, как генерал Наполеон Бонапарт предоставил документацию о предательской деятельности Пишегрю, директора-республиканцы обвинили парламентариев в заговоре против республики и быстро предприняли шаги, чтобы аннулировать выборы и арестовать оппозиционных депутатов.

## Переворот
К концу июля Наполеон, находившийся в тот момент в Италии во главе Итальянской армии, решил поддержать планируемое Баррасом изгнание из исполнительных и законодательных органов роялистов и умеренных, которые, по его мнению, угрожали республике. 27 июля он отправил в столицу убеждённого республиканца генерала Ожеро. Ожеро был назначен командиром 17-й дивизии, к которой принадлежал гарнизон Парижа. Кроме того, адъютант Бонапарта Лавалетта привёз в Париж около 3 млн. франков для финансовой поддержки уже намеченного переворота.
В ночь с 3 на 4 сентября, вопреки закону, запрещавшему войскам приближаться к столице без разрешения Законодательного корпуса, по приказу директоров-республиканцев Ожеро занял стратегически важные пункты в Париже, расставив солдат вокруг дворца Тюильри, в котором заседали депутаты и Люксембургского дворца, где располагалась Директория.
На рассвете 4 сентября 1797 года в Париже было объявлено военное положение, а также был издан указ, утверждавший, что любой, кто поддерживает роялизм или якобинскую конституцию 1793 года, должен быть расстрелян без суда. Были арестованы Пишегрю, Доминик-Венсан Рамель-Ногаре, Бартелеми и Амеде Вийо, а также 86 депутатов и редакторов некоторых газет. Лазар Карно сумел сбежать.
По предложению торжествующего триумвирата (Баррас — Ларевельер-Лепо — Ребель), Совет пятисот, безо всякого суда, приговорил к ссылке в Кайенну Бартелеми, Карно и нескольких роялистов. Та же судьба постигла издателей и редакторов 42-х газет. Результаты выборов в 49 департаментах были аннулированы. После этого 160 недавно вернувшихся эмигрантов были приговорены к смертной казни, а около 1320 священников, обвиненных в «заговоре против Республики», были депортированы.
Сосланных директоров заменили Мерлен де Дуэ и Франсуа де Нёфшато. В 48 департаментах выборы были отменены.

## Результаты
Переворот 18 фрюктидора установил всевластие Директории — Советы старейшин и пятисот превратились в простых исполнителей воли правительства. Вместе с тем переворот подорвал легитимность существующего режима, что подготовило почву для появления бонапартизма.